# Тумерсола (Медведевский район)
 Тумерсола  — деревня в Медведевском районе Республики Марий Эл. Входит в состав Пекшиксолинского сельского поселения.

## География
Находится на расстоянии приблизительно 1 км от северо-западной окраины города Йошкар-Ола.

## История
Известна с 1859 как околоток из 6 дворов с населением 42 человека. В 1877 году здесь (уже выселок Арбанской волости) было 20 жилых домов, в 1895 году 50 жителей, в 1917 году 63. В советское время работали колхоз «Тумер» и совхоз «Пригородный».

## Население
Население составляло 16 человек (мари 69 %, русские 31 %) в 2002 году, 100 в 2010.